# Пещеры Канго
Пещеры Канго (англ. Cango caves, африк. Kangogrotte) — комплекс гротов на территории Западной Капской провинции в ЮАР.
Пещеры расположены в горах Звартберге (Чёрных горах) (в Малом Карру к северу от Оудсхорна). Комплекс состоит из трёх участков (Канго 1, 2 и 3) общей длиной более чем 4 километра. Первая и самая крупная из камер имеет длину около 90 метров, ширину 50 метров и высоту до 18 метров.
Пещеры Канго относятся к наиболее красивым пещерам мира. Пещеры разделяются по степени сложности прохождения.

## Галерея

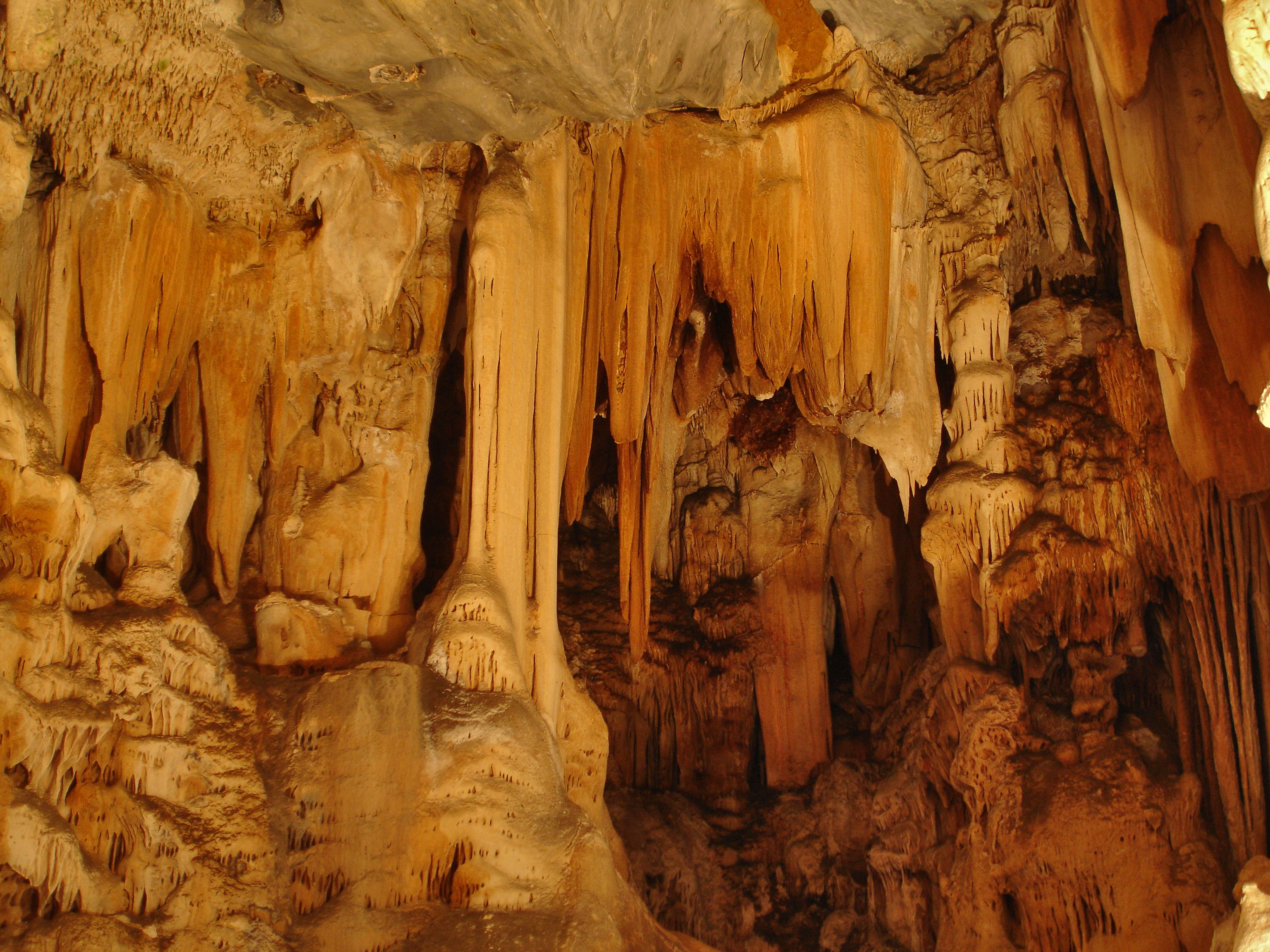
Сталактиты на потолке Канго 1
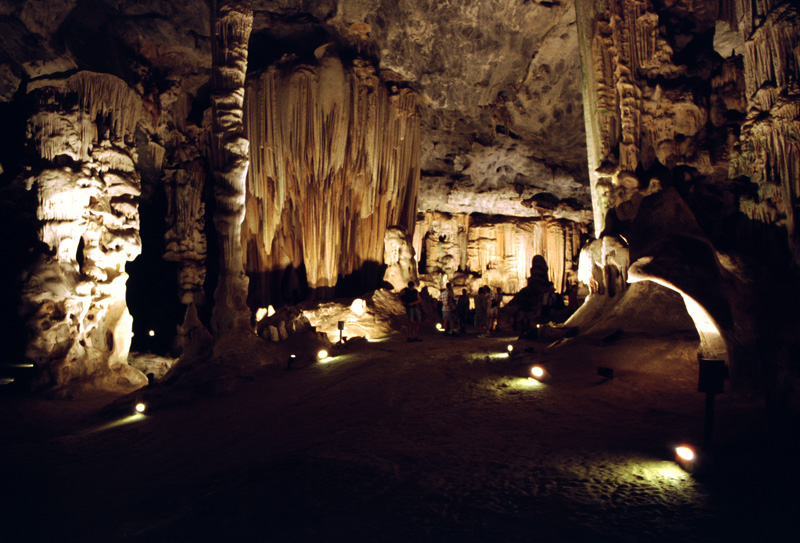
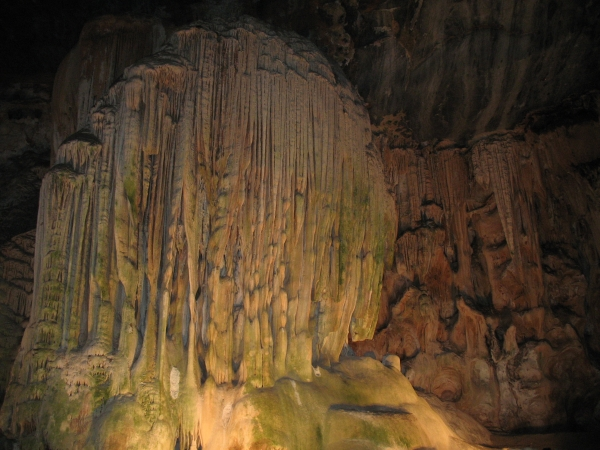
Каменная формация в пещере Канго.